# Modrzewina (Mazovie)
Pour les articles homonymes, voir Modrzewina.
Modrzewina (prononciation : [mɔdʐɛˈvina]) est un village polonais de la gmina de Goszczyn dans le powiat de Grójec de la voïvodie de Mazovie dans le centre-est de la Pologne.
Il se situe à environ 5 kilomètres à l'ouest de Goszczyn (siège de la gmina), 16 kilomètres au sud de Grójec (siège du powiat) et à 56 kilomètres au sud de Varsovie (capitale de la Pologne).
Le village possède approximativement une population de 70 habitants en 2010.

## Histoire
De 1975 à 1998, le village appartenait administrativement à la voïvodie de Radom.